# Niederländische Krone

Zeichnung der Niederländischen Krone

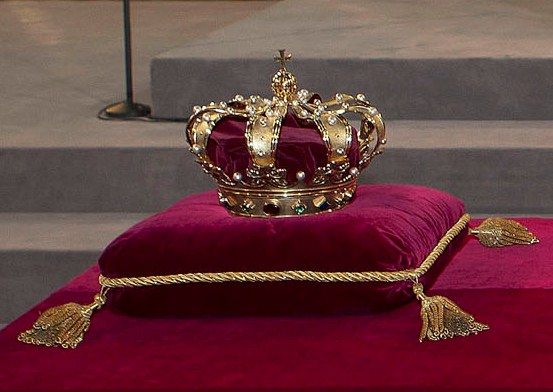
Königskrone

Die Niederländische Krone ist eine Krone in den Niederlanden.
Die Krone wurde 1840 für den niederländischen König Wilhelm I. zur Proklamation angefertigt. Der Nachfolger Wilhelm II. und die nachfolgenden Könige entschieden sich, die Krone nicht zu tragen, aber sie lag jeweils bei der Proklamation auf einem speziellen Tisch während der Zeremonie. Die Krone wurde bei verschiedenen königlichen Beerdigungen getragen. 1888 wurden 24 der 74 Perlen, die an der Krone befestigt sind, zur Proklamation von Königin Wilhelmina entfernt. Seit dieser Zeit wurde die Krone nicht mehr verändert. Bis 1963 war die Krone Teil des königlichen Eigentums. Danach wurde die Krone Teil einer königlichen Stiftung, die von der niederländischen königlichen Familie kontrolliert wird, zu der auch die anderen Gegenstände der Niederländischen Kronjuwelen gehören.